# كتشل أباد (سردشت)
كتشل‌ أباد هي قرية في مقاطعة سردشت، إيران. عدد سكان هذه القرية هو 187 في سنة 2006.